# Специальные средства несмертельного действия

Полиция собирается применить специальные средства

Специальные сре́дства несмертельного действия (в некоторых источниках — специальные средства нелетального действия, спецсредства) — комплекс механических, химических, электрических и светозвуковых устройств, используемых правоохранительными органами и спецслужбами для психофизического, травматического и удерживающего действия на правонарушителя, временного вывода его из строя, а также армейским спецназом для захвата противника живым.
Как правило, спецсре́дства используются правоохранительными органами для задержания правонарушителей, пресечения с их стороны активного сопротивления, освобождения заложников, пресечения и ликвидации групповых хулиганских проявлений и массовых беспорядков.

## Характер воздействия на правонарушителя
По характеру воздействия на правонарушителя спецсре́дства делятся на:
- Травматического действия:
  - Палки резиновые (ПР-53, ПР-73, ПР-73М, ПР-89, ПР-90);
  - Карабины специальные (КС-23);
  - Пистолеты, предназначенные для отстрела патронов травматического действия;
  - Светозвуковые гранаты с резиновой шрапнелью (ГСЗ-Ш).
- Слезоточивого и раздражающего действия:
  - Аэрозольные упаковки со слезоточивым газом («Черемуха-10», «Черемуха-110М», «Терен-4» и др.);
  - Аэрозольный распылитель с раздражающим составом («Сирень-10»);
  - Аэрозольные распылители («Контроль-М» (10 %ОС), «Контроль-МК», «Контроль-ММ»,«Резеда-10», «Резеда-10М», «Зверобой-10», «Зверобой-10М»).
- Психофизиологического действия (светозвуковые гранаты «Заря-2», ГСЗ-Т, ГСЗ-Ш, «Взлет-М», «Факел», «Факел-С», «Пламя», «Пламя-М» («Пламя-М2»), системы генерации охранного дыма стационарного или мобильного типа).
- Электрошокового действия:
  - Электрошоковые устройства (ZEUS II, Фантом ДК.111, ЭШУ-100, ЭШУ-200, ЭШУ-300, Тазер);
  - Электрошоковые устройства автономные искровые разрядники («АИР-107», «АИР-107У»).
- Удерживающего действия:
  - Браслеты наручные (наручники) БР-58, БР-С, БКС-1, БОС;
  - Средства сковывания движения биологических объектов «Невод», «Невод-М».

Особым видом спецсредств являются водяные пушки.

## Отличие специальных средств от оружия
Несмотря на то что по характеру воздействия на правонарушителя (противника) специальные средства имеют что-то общее с оружием, следует кардинальным образом различать эти два понятия. В первую очередь, спецсредства отличаются от оружия по преследуемым целям (желаемому результату), интенсивности применения и размеру причинённого вреда.
Если основной целью применения оружия является физическое уничтожение противника либо причинение ему такого вреда, который на длительное время выведет его из строя (чем создаст нагрузку на тыловые подразделения), то применение спецсредств преследует цель кратковременного выведения противника из строя без причинения серьёзного вреда с обязательным сохранением жизни. Тем не менее существуют взгляды на спецсредства как на оружие нелетального действия, что совмещает в себе два несовместимых понятия. Специальные средства не относятся к оружию.
Это также подтверждается практикой их регистрации и учёта. 
Устройства и предметы, классифицирующиеся как оружие, — в каждой воинской части, органе внутренних дел или органе государственной безопасности и в ряде других организаций/учреждений, а также в частных охранных предприятиях, — подлежат обязательному внесению в опись и книгу номерного учёта и закрепления оружия согласно своему индексу. Как следствие, их утеря или поломка влекут за собой более строгую ответственность, в том числе уголовную. Утеря же спецсредств влечёт за собой дисциплинарную и материальную ответственность. 
Точно так же различается ответственность за несанкционированное гражданское хранение либо ношение оружия и спецсредств. Хранение либо ношение оружия влечёт за собой уголовную ответственность, спецсредств — административную. Информация о выданных для ношения спецсредствах, в отличие от оружия, не вносится в военный билет. Оружие подлежит обязательному закреплению за военнослужащим/сотрудником согласно организационно-штатному расписанию, иначе сдаётся на длительное хранение. 
Спецсредства могут быть учтены как имущество подразделения/организации, при этом не будучи закреплёнными за кем-либо персонально. Ужесточаются также и требования к хранению оружия. От организации/учреждения либо частного лица, владеющего оружием, требуется оборудование специального закрытого хранилища. 
Спецсредства могут храниться без каких-либо серьёзных ограничений, в любом недоступном для детей месте, за исключением случаев, которые противоречат техническим условиям конкретного специального средства (например, не следует хранить «Терен-4» в холодильнике).

## Гражданские специальные средства
В большинстве стран для личной защиты граждан от противоправных посягательств законодательство разрешает хранение, ношение и использование следующих специальных средств гражданского образца:
- пистолеты для отстрела патронов травматического действия,
- газовые пистолеты,
- аэрозольные баллоны со средствами раздражающего действия,
- электрошоковые устройства.